# Alppila
Alppila (en suédois : Alphyddan) est une section du quartier de Alppiharju  à Helsinki, en Finlande

## Description
La section d'Alppila a une superficie de 0,60 km2, sa population s'élève à 4 261 habitants(1.1.2009) et il offre 1884 emplois (31.12.2005).
Alppilaa est bordé par Aleksis Kiven katu au nord-est, Sturenkatu au sud-est, Helsinginkatu au Sud et  voie ferroviaire principale de Finlande à l'Ouest. 
Ses quartiers voisins sont au sud Linjat (dont Kallioon), à l'ouest Taka-Töölö, au nord-ouest Keski-Pasila et Itä-Pasila (dont Pasila), au nord-est Vallila et au sud-est Harju.
Alppila abrite, entre-autres, le parc d'attractions de Linnanmäki et la Maison de la culture.

## Transports
La distance jusqu'à Alppila et le centre-vilke d'Helsinki est d'environ 2,5 km.
Les lignes de tramway 3 et 9 traversent le quartier

## Galerie

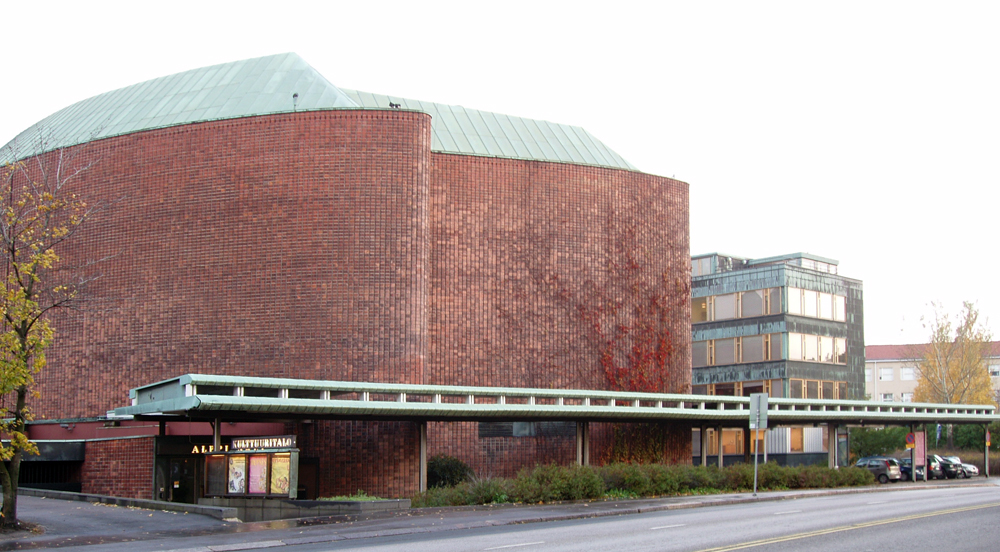
Maison de la culture, Alvar Aalto.

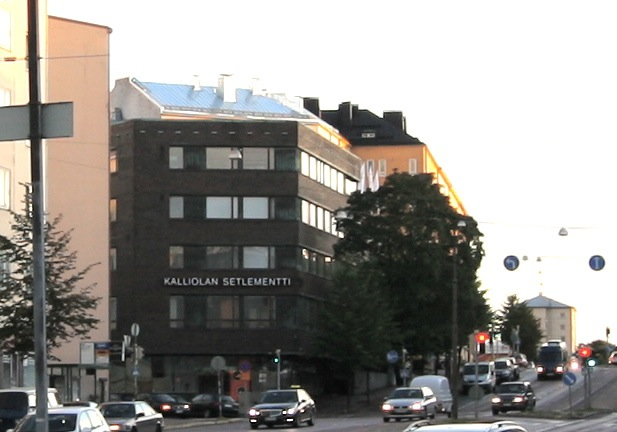
centre de formation d'adultes, 11, rue Sturenkatu.
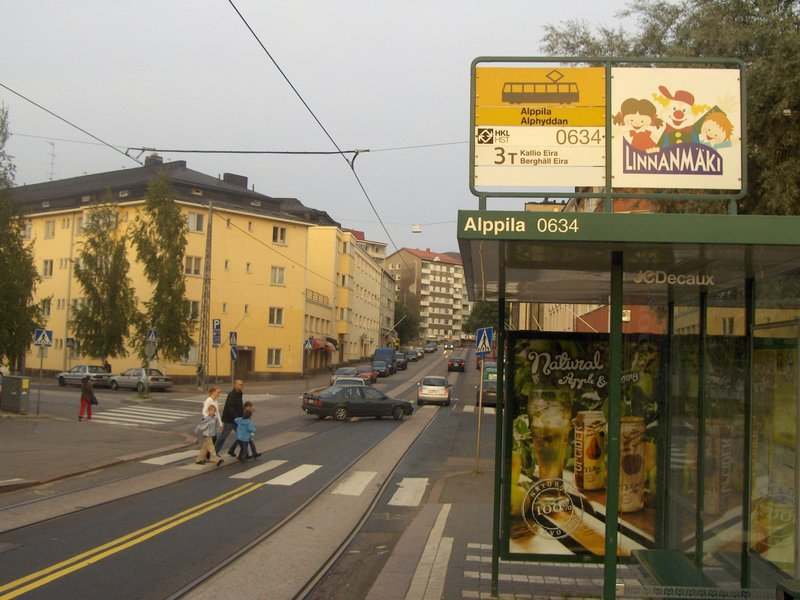
Arrêt du Tramway 3T.
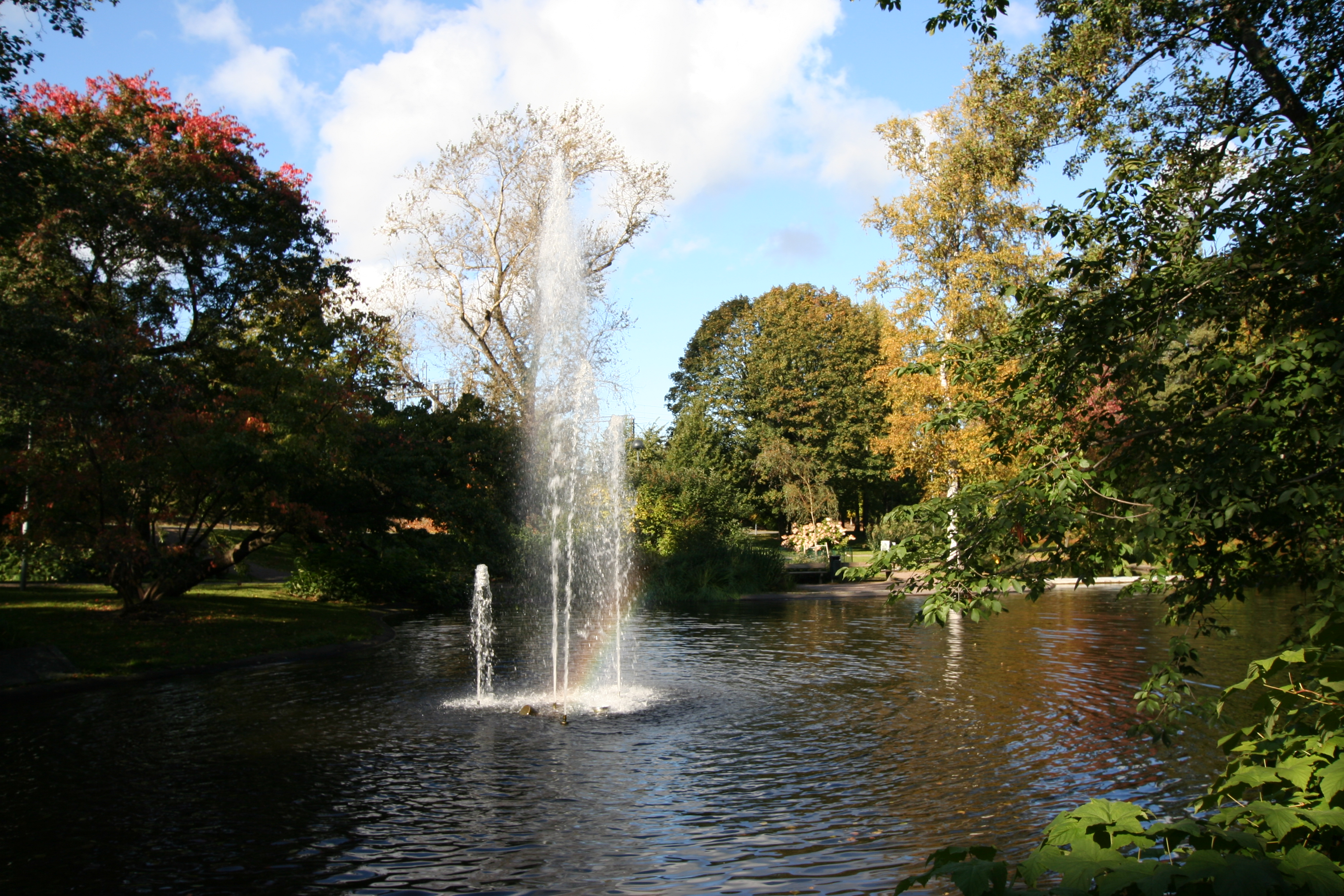
Fontaine dans le parc Alppi.

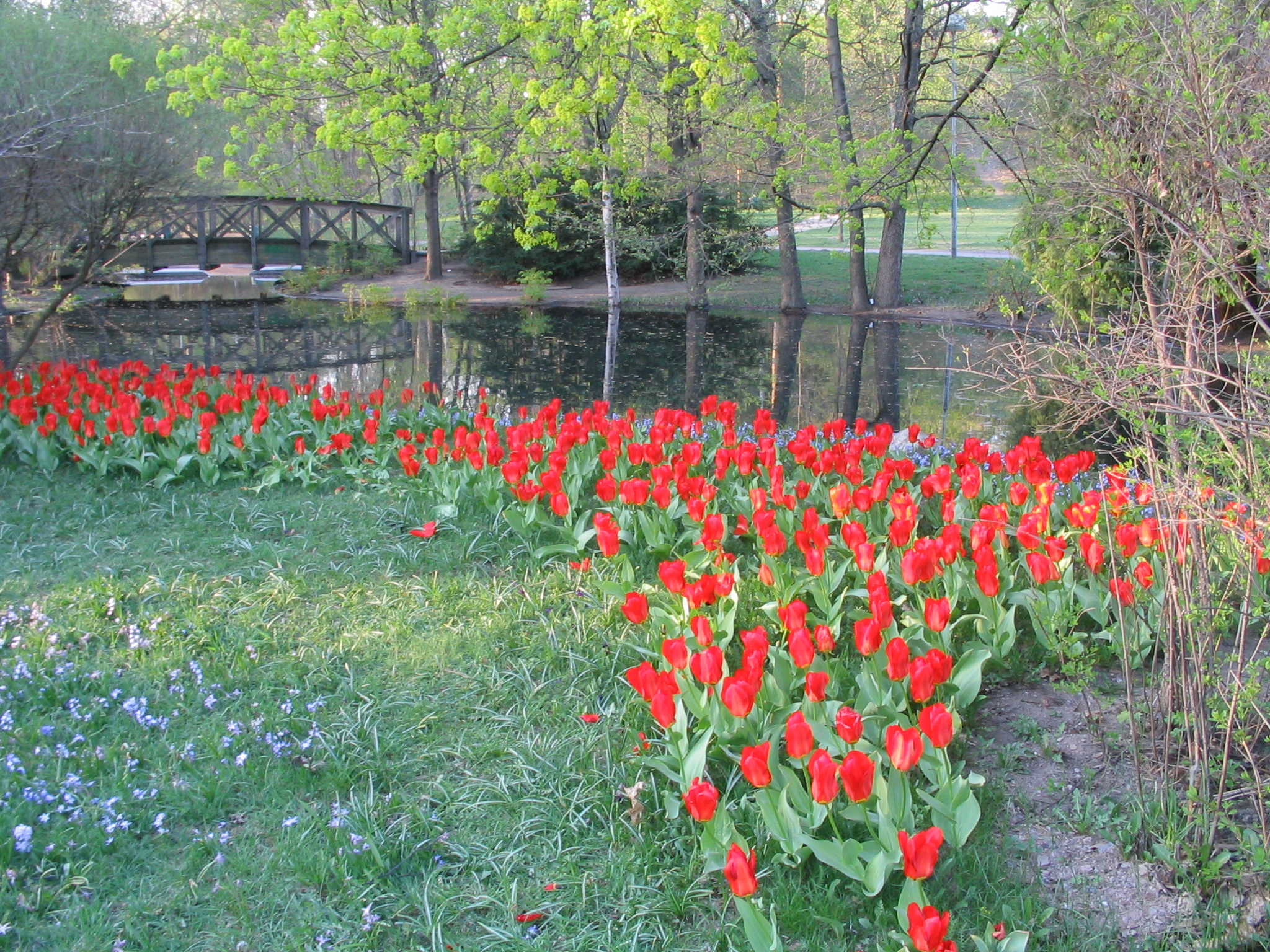
Fleurs dans le parc Alppi.
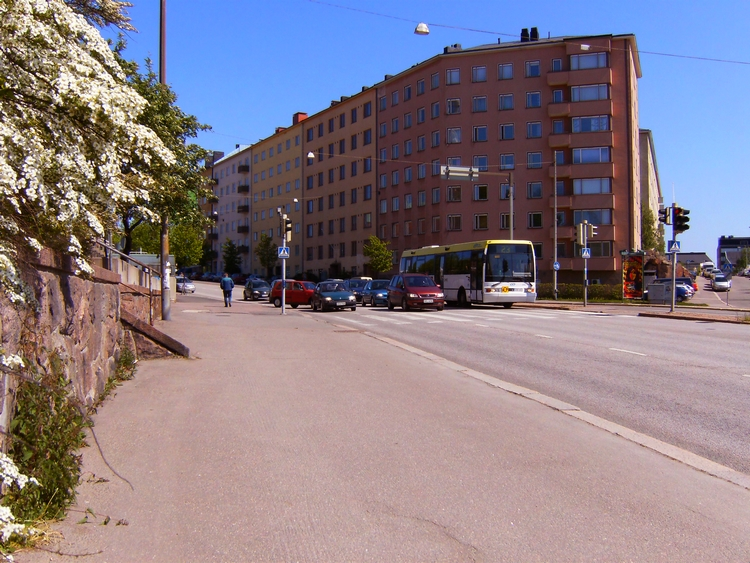
Partie Sud-Ouest de la rue Sturenkatu.
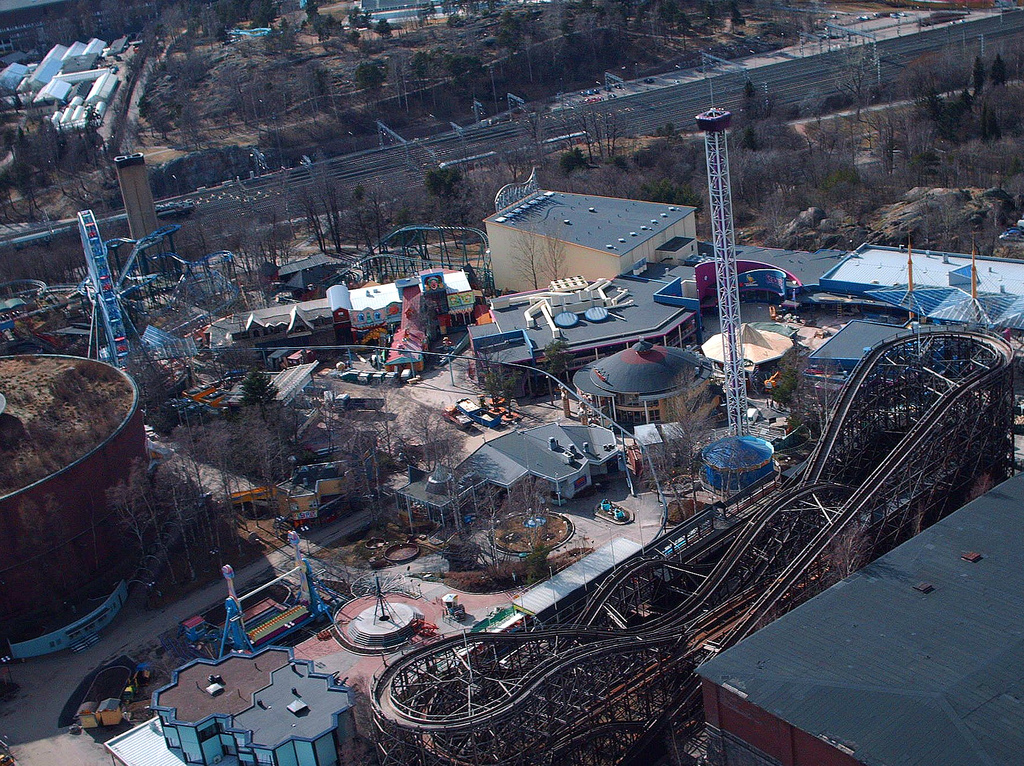
Vue aérienne du Parc d'attractions de Linnanmäki.

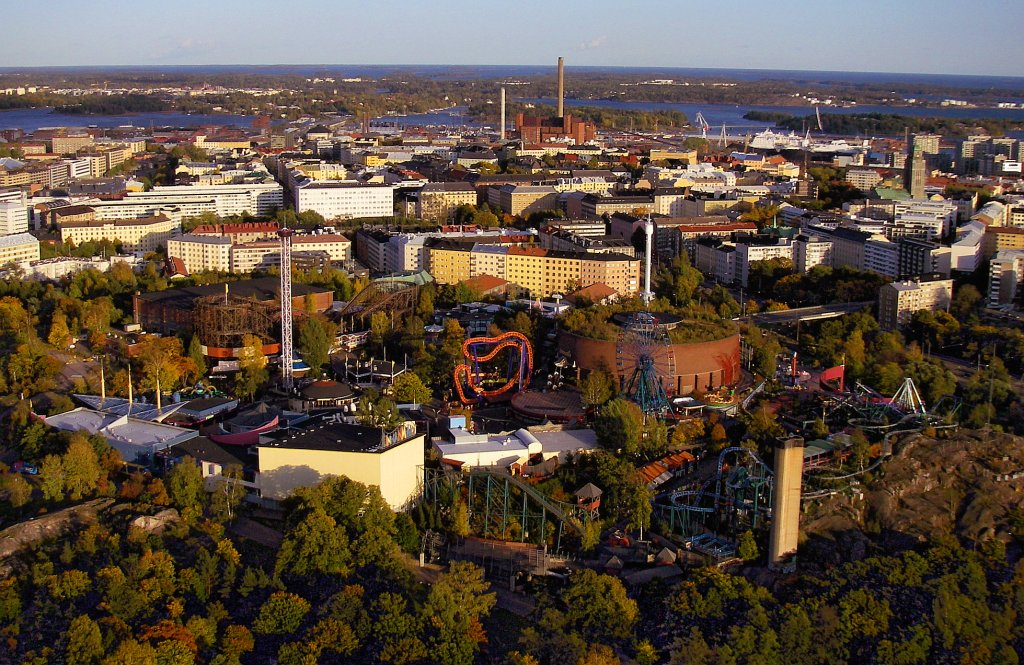
Vue aérienne du Parc d'attractions de Linnanmäki.
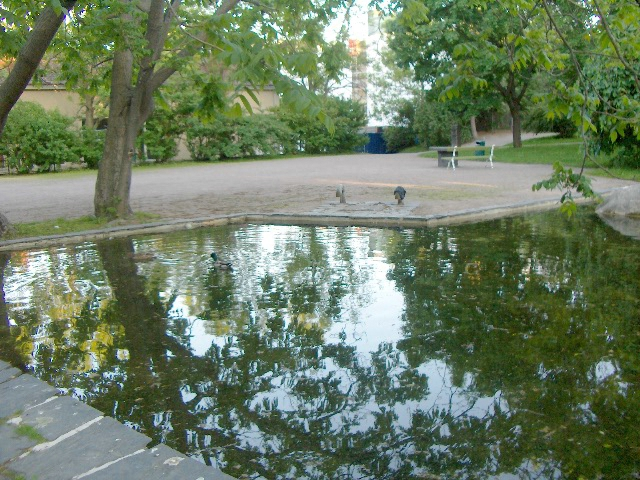
Le Parc Lénine.
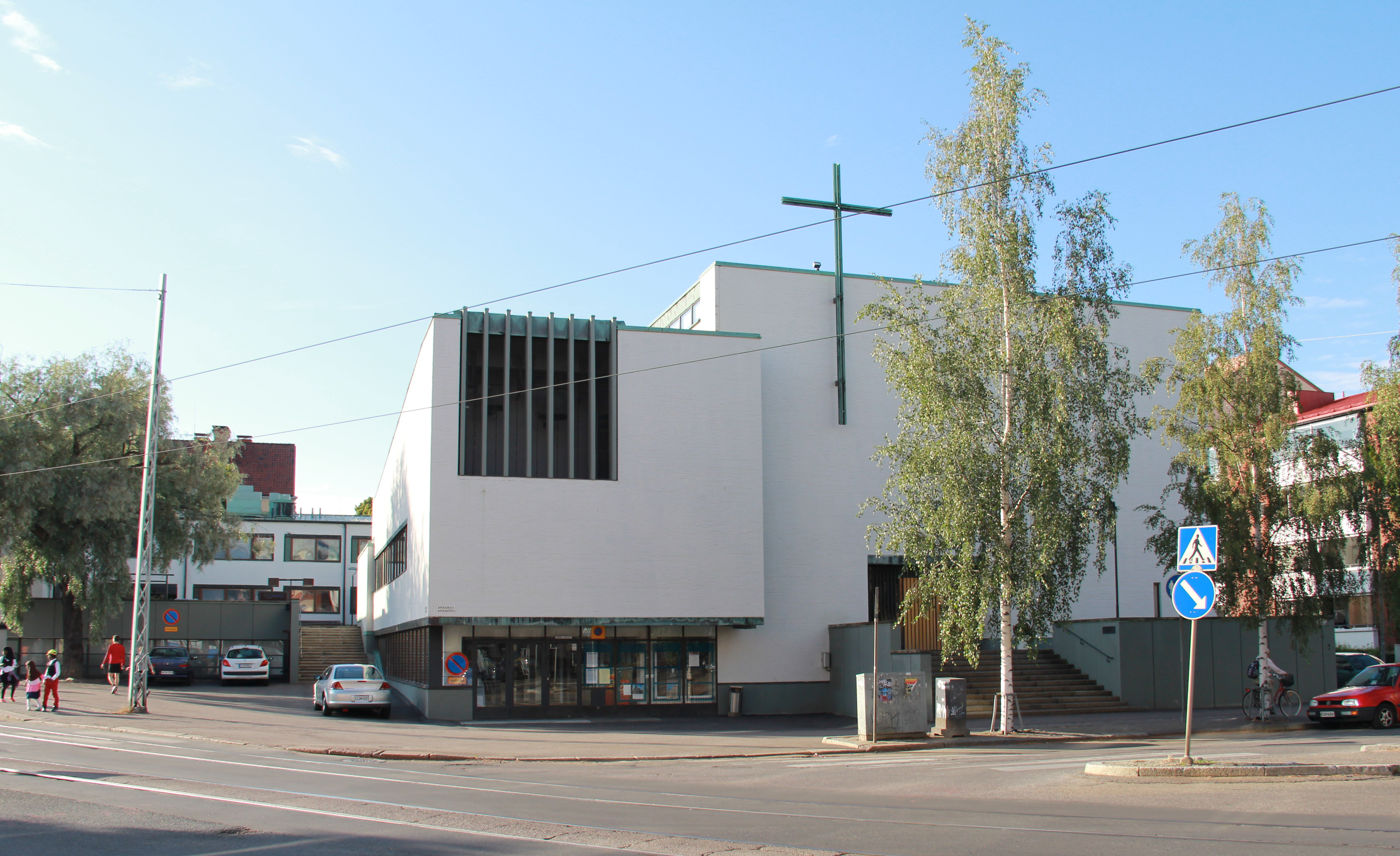
Église d'Alppila